# Floralies gantoises

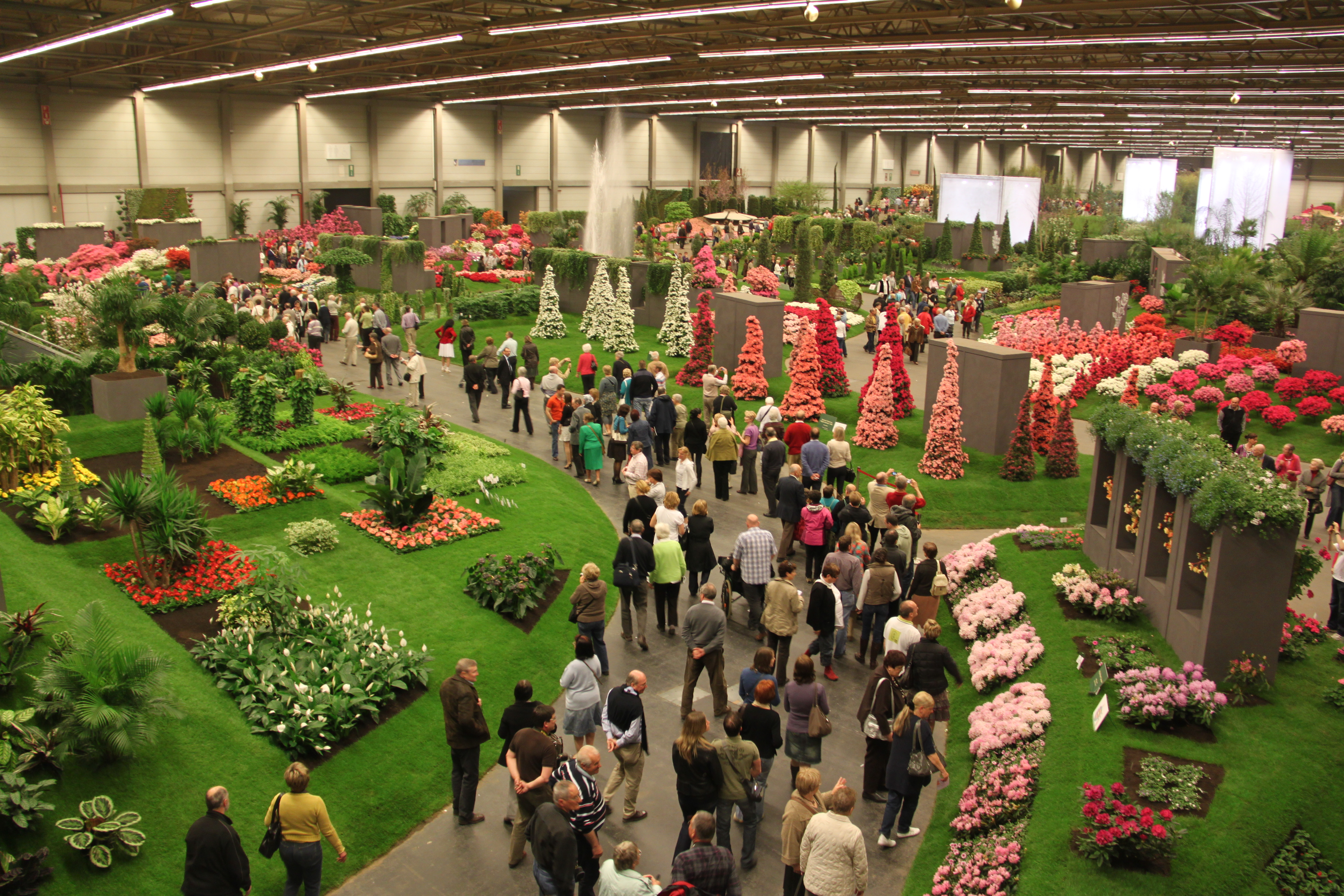
Les Floralies de Gand sont organisées à Flanders Expo depuis 1990.

Les Floralies gantoises (en néerlandais Floraliën Gent) sont une exposition quadriennale de fleurs et de plantes organisée par la Société royale d'agriculture et de botanique de Gand qui se tient au printemps dans la ville de Gand, en Belgique.

## Histoire

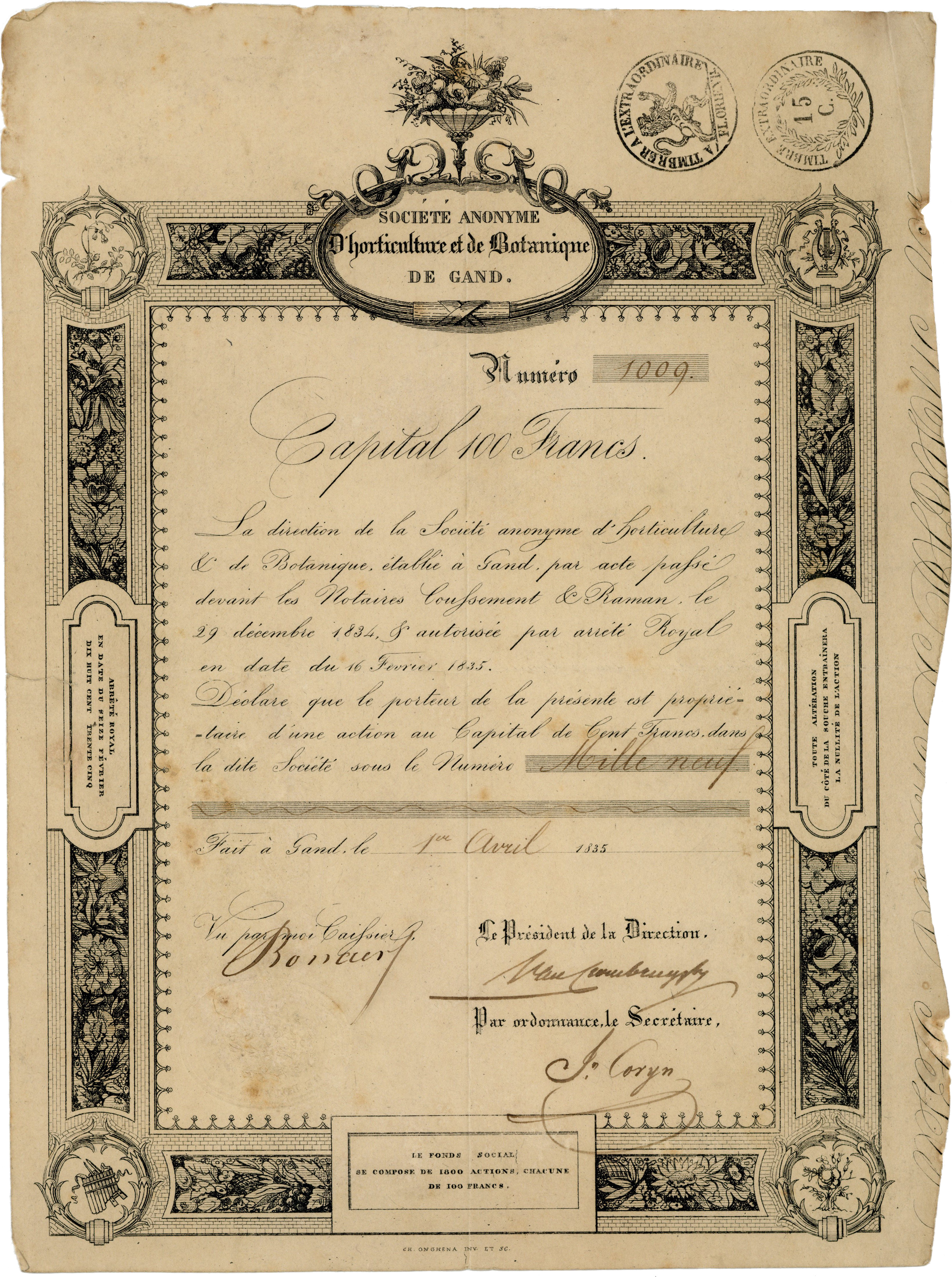
Action de la Société Anonyme d'Horticulture et de Botanique de Gand de 100 francs, émise à Gand le 1er avril 1835, signée de la main de son président Joseph Van Crombrugghe, bourgmestre de Gand

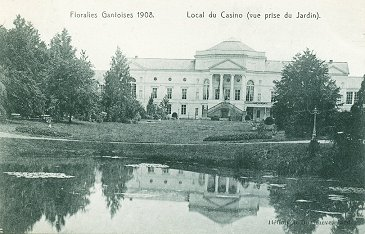
L'ancien casino, où les Floralies ont été organisées de 1835 à 1908.

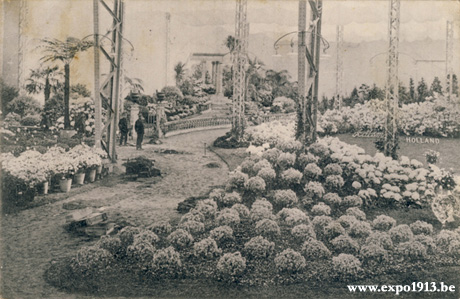
À partir de 1913, les Floralies se poursuivent au Palais des Floralies à l'emplacement de l'actuel parc de la citadelle.

Des fêtes des fleurs sont organisées à Gand depuis 1648 par la confrérie de Sainte Dorothée. La ville n'en compte pas moins de trois, qui décorent chaque année l'autel de leur église. Après l'abolition par Joseph II, les producteurs de fleurs fondent une nouvelle association en 1808, la Société d'Agriculture et de Botanique de Gand (à partir de 1818, Société royale d'agriculture et d'herbologie de Gand (Koninklijke Maatschappij voor Landbouw en Plantkunde (nl))). Cela s'est passé dans l'auberge de Au Jardin de Frascati sur la Coupure. Leur objectif était d'organiser des expositions de fleurs suivant l'exemple anglais, mais ensuite conjointement. 
L'association organise les premières floralies le 6 février 1809 à Frascati. La salle faisait à peine 48 m². Il y avait beaucoup de plantes rares pour cette période, car elles venaient de fleurir, en hiver. Il y avait aussi une sorte de compétition avec des prix pour les plus belles plantes. L'Erica triflora (sv) remporte la médaille d'encouragement et les Camellia japonica et Cyclamen persicum reçoivent une mention honorable. 
En raison du succès de cette première édition, une exposition estivale se tient du 29 juin au 2 juillet 1809 dans le même AJardin de Frascati où 137 plantes sont exposées. Le premier prix va à Plumeria floribunda, qui a reçu une médaille commémorative en argent. 
Pour l'exposition d'hiver de 1810, le Jardin de Frascati est devenu trop petit et ils déménagent dans une salle de fête au Korte Meer. La salle s'appelle Sodaliteit et se trouve près du Kouter. L'exposition a lieu du 6 au 9 février et 243 plantes sont exposées. 
L'exposition d'été du 29 juin 1810 a lieu dans la même salle que l'exposition d'hiver. Pendant ce temps, l'aubergiste Lanckman déménage d'Au Jardin de Frascati vers un autre endroit sur Holstraat où il ouvre Le jardin botanique (plus tard Hof van Flora, maintenant HTISA). L'exposition d'hiver du 6 janvier 1811 a lieu à cet endroit. 
En 1835 est construit le Casino van Gent, où une exposition a lieu deux fois par an jusqu'en 1908. Puis l'exposition déménage dans un nouveau bâtiment, le Feesten Floraliënpaleis, dans le Citadelpark. À partir de 1990, il[pas clair] a finalement été exposé à Flanders Expo. 
Ambroise Verschaffelt (1825-1886) a longtemps été vice-président des Floralies.

## Renouvellement
La dernière édition a eu lieu en 2016. Flanders Expo a été délaissé et l'exposition a déménagé dans le quartier des arts (Bijlokesite, Citadelpark, Leopoldskazerne et Sint-Pietersplein) à Gand. À ces quatre endroits, fleurs et plantes ont été présentées de manière surprenante dans des jardins inspirants, des œuvres d'art florales et des projets d'art et de nature. 
La dernière édition n'a pas été un grand succès, en partie à cause du mauvais temps et des frais d'entrée élevés. En plus de ces problèmes, il y avait aussi une mauvaise gestion financière qui a laissé les floralies dans un gouffre financier. La société de conseil d'Ine Marien a été appelée à repositionner les  floralies , mais cela s'est traduit par un coût total de plus de quatre millions d'euros,.

### Au Palais des Floralies
En septembre 2017, l'organisation a annoncé que la prochaine édition - en 2020 - aura lieu à nouveau au Palais des Floralies (Floraliënpaleis) de Gand et dans le parc de la Citadelle environnant, le cœur vert de la ville de Gand. Avec une équipe renouvelée, avec un nouveau président et un nouveau directeur général, le comité de direction se concentre principalement sur l'authenticité et l'essence, sur une expérience verte avec une reconnaissance claire pour l'entreprise professionnelle. Le thème de l'édition Floralies 2020 est « Mijn Paradijs, een wereldse tuin! » ("Mon paradis, un jardin mondain !").
L'organisation signale que les floralies sont reportées à l'année 2021 en raison de la pandémie de maladie à coronavirus de 2019-2020.

## Honneur
L'astéroïde (189188) Floraliën est nommé en leur honneur.

## Littérature
- René De Herdt, Gentse floraliën. Sierteelt in Vlaanderen, 1990